# Болокіані
Болокіані (груз. ბოლოკიანი) — село в Грузії.
За даними перепису населення 2014 року в селі проживає 783 особи.